# Metropolia Ayacucho
Metropolia Ayacucho – metropolia rzymskokatolicka w Peru utworzona 30 czerwca 1966 roku.

## Diecezje wchodzące w skład metropolii
- Archidiecezja Ayacucho
  - Diecezja Huancavélica
  - Prałatura terytorialna Caravelí

## Biskupi
- Metropolita: abp Salvador Piñeiro García-Calderón (od 2011) (Ayacucho)
- Sufragan: bp Carlos Alberto Salcedo Ojeda (od 2021) (Huancavélica)
- Sufragan: prałat Reinhold Nann (od 2017) (Caravelí)

## Główne świątynie metropolii
- Bazylika archikatedralna Świętej Marii w Ayacucho
- Katedra św. Antoniego w Huancavélica
- Katedra św. Piotra w Caravelí